# Vladimír Vávra
Vladimír Vávra ist ein ehemaliger tschechoslowakischer Radrennfahrer.

## Karriere
Als Amateur nahm er u. a. an Radrundfahrten in Österreich und Frankreich teil. Er fuhr für die Internationale Friedensfahrt 1982 in der tschechoslowakischen Mannschaft.
Er ist Manager der Radsport-Mannschaft PSK Whirlpool-Author und dort auch als Sportlicher Leiter tätig, war aber selbst nie Profi. 

## Erfolge
| Jahr | Erfolg | Erfolg            | Rennen                               |
| ---- | ------ | ----------------- | ------------------------------------ |
| 1980 | 3.     | 6. Etappe, Teil a | Österreich-Rundfahrt                 |
| 1981 | 2.     | 2. Etappe         | Circuit Cycliste Sarthe (Frankreich) |
| 1986 | 3.     | 2. Etappe         | Circuit Cycliste Sarthe              |
| 1986 | 2.     | Gesamtwertung     | Tour de Normandie (Frankreich)       |